# Das Jahrmarktsfest zu Plundersweilern
Das Jahrmarktsfest zu Plundersweilern ist ein Schwank von Johann Wolfgang Goethe. Die erste Fassung entstand 1773, die zweite 1778. Das Stück wurde am 20. Oktober 1778 auf Schloss Ettersburg uraufgeführt. Goethe selbst spielte den Marktschreier, den Haman und den Mardochai. 1789 lag die zweite Fassung gedruckt vor.

## Inhalt

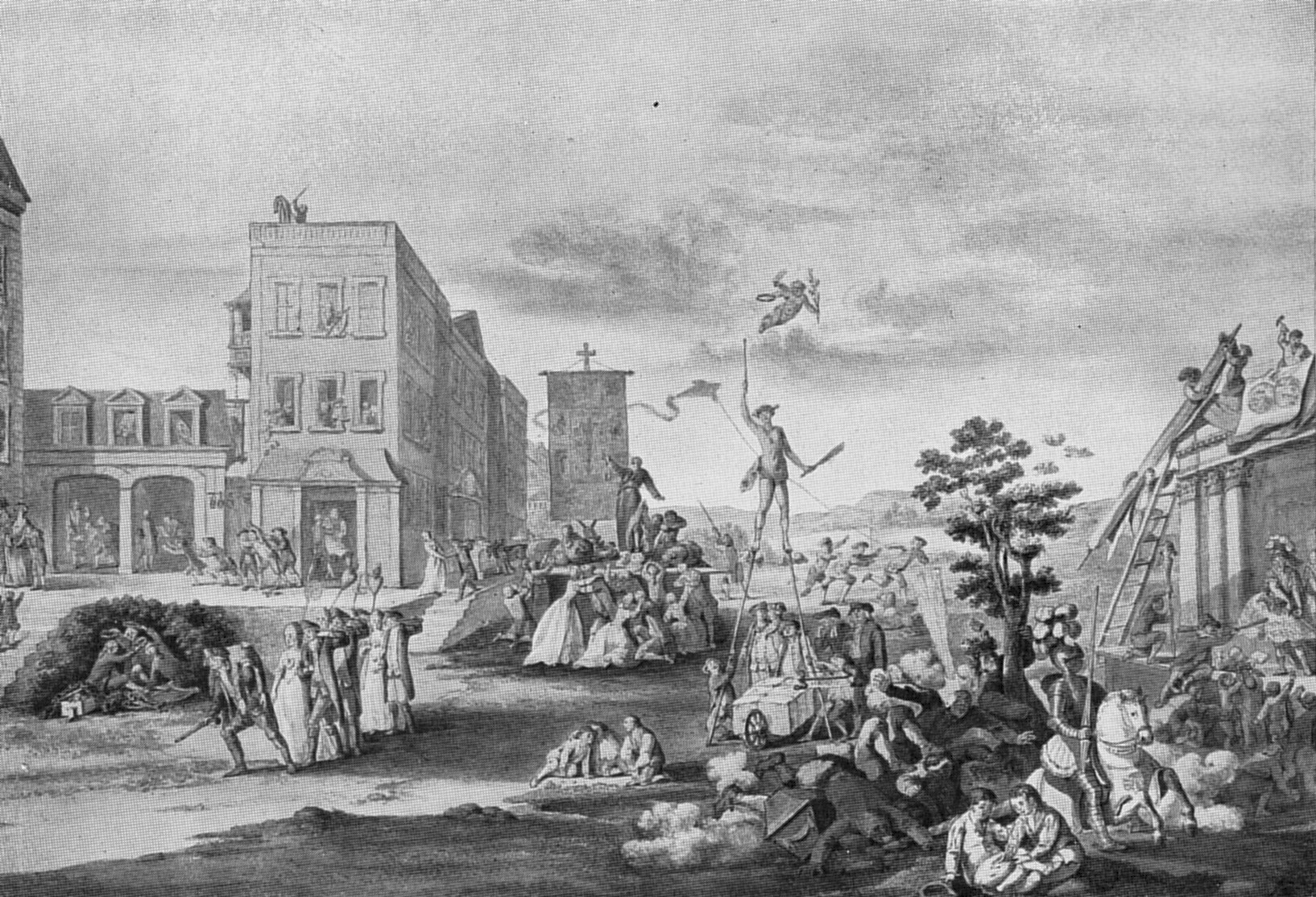
Georg Melchior Kraus: Das Neueste von Plundersweilern

### Das Jahrmarktsfest
Kunterbunt geht es zu auf dem Jahrmarkt in Plundersweilern. Fast jeder will verkaufen – der Marktschreier, der Tiroler, die Tirolerin, der Bauer, der Schweinmetzger, der Ochsenhändler, der Nürnberger, der Wagenschmiermann und das Pfefferkuchenmädchen. Aber die Besucher, als da sind der Doktor, der Bediente, das Fräulein, die Gouvernante, der Pfarrer, der Amtmann nebst Gattin, wollen nicht nur kaufen, sondern sich nebenbei amüsieren. Unterhaltung gibt es genug. Da sind Originale zu beobachten – der Zigeunerhauptmann und sein Bursch, der Zitherspielbub, ein Knabe namens Marmotte, der Lichtputzer und der Hanswurst. Komödianten sind da, die eine Historia von Esther in Drama aufführen. Musik erklingt.
Zum Schluss hat der Schattenspielmann seinen Auftritt. Mit gerafften Worten trägt er die gesamte Schöpfungsgeschichte vor.

### Das Esther-Spiel
Die folgende Zusammenfassung bezieht sich auf die zweite Fassung. In der Fassung von 1773 ist das Esther-Spiel wesentlich kürzer und hat kaum Bezug zur ursprünglichen, im Buch Ester dargestellten Geschichte:
Haman, einen Günstling des persischen Königs Ahasverus, fürchten die meisten im Königreich und senken vor ihm den Blick. Nur Mardochai macht eine Ausnahme. Er schaut dem Emporkömmling aufrecht stehend ins Gesicht. Das missfällt Haman sehr, und er lässt den König glauben, die Juden hätten sich gegen ihn verschworen. Dadurch bewirkt er, dass Mardochai, der Reichste unter ihnen, gehängt werden soll. Der Galgen steht bereit.
Mardochai sieht noch eine Chance. Er ist ein naher Verwandter der Königin Esther, hat sie vor Jahren sogar an Kindes statt angenommen und groß gezogen. So tritt er vor sie, und sie erkundigt sich
Was gibts denn?
U hu hu, ich soll heut abend hängen!
jammert er und fleht, sie solle zu ihrem königlichen Gemahl gehen und für ihn eintreten. Esther sieht keine Möglichkeit, denn
Tritt einer unverlangt dem König vors Gesicht,
Du weißt, der Tod steht drauf!
Mardochai jammert und winselt weiter um sein Leben.
Erhalt mein graues Haupt, Geld, Kinder, Weib und Ehre!
Esther möchte schon
Von Herzen gern, wenns nur nicht so gefährlich wäre.
Mardochai malt Esther aus, wie ihm, am Galgen hängend,
Ein garstig Rabenvolk das schöne Fett vom Leib naschen wird.
Da möge er sich keine Sorgen machen, besänftigt ihn Esther:
So sollst du mir nicht lang am leidgen Galgen hangen;
Und mit sorgfältgen Schmerz vortrefflich balsamiert,
Begrab ich dein Gebein, recht wie es sich gebührt.
Die Königin weiß, was sich gehört. Mardochai gibt nicht auf. Er erinnert Esther an sein spendables Wesen, wenn es darum ging, ihr finanziell unter die Arme zu greifen. Damit wäre es in seinem Todesfall vorbei. Esther weiß den Ausweg.
Bedenke mich am Ende
Mit einem Kapital in deinem Testamente.
Zwischen beiden Szenen wurde zwar angekündigt, dass
zuletzt Haman gehenkt erscheine
Zu Warnung und Schrecken der ganzen Gemeine,
was jedoch nicht erfüllt wird: Die Historia von Esther in Drama endet mit dem unentschlossenen Abgang Esthers.

## Das Buch Esther
Wie es im Fall Mardochai weitergeht, steht im Buch Esther des Alten Testaments. Königin Esther wagt doch den Gang zu ihrem gestrengen König Ahasverus. Der Herrscher empfängt die Gemahlin wider Erwarten voller Huld. Die Königin bekommt von ihm alles, was sie will. Der niederträchtige Haman muss nun an den Galgen. Mardochai steigt in der Gunst des Königs unaufhaltsam.

## Entstehung
Goethe schrieb die erste Fassung Anfang 1773, wahrscheinlich unter dem Eindruck von Messen, die er in Leipzig, Straßburg und seiner Geburtsstadt Frankfurt am Main besucht hatte. Auch zeitgenössische Opern- und Singspielszenen gelten als Vorbild. Der junge Autor sandte das Manuskript Mitte März besagten Jahres an Johann Heinrich Merck, mit anderen Jugenddichtungen erschien es 1774 als drittes Stück im Sammelband Neueröffnetes moralisch-politisches Puppenspiel bei Weygand in Leipzig. 1778 nahm Goethe aufgrund der geplanten musikalischen Verarbeitung des Stückes Änderung vor. Zum einen wurden die zu vertonenden Textpartien erweitert, zum anderen sollte die Handlung dramaturgisch schlüssiger dargestellt werden. In diesem Zusammenhang wurde das Esther-Drama zur Alexandriner-Tragödie, mit der eine Parodie der klassizistischen französischen Dramatik einherging. Diese Fassung fand bei der Uraufführung 1778 Verwendung und erschien gedruckt erstmals 1789 im achten Band der von Georg Joachim Göschen verlegten Werkausgabe.

## Wirkung und Rezeption
Peter Hacks bearbeitete 1973 die zweite Fassungs des Jahrmarktfestes. Was ursprünglich nur als eine Einrichtung für die Bühne gedacht war, wurde unter der Arbeit zu einem eigenständigen Stück: Eine Sammellinse menschlicher Verhaltensweisen, und insofern wieder eine Annäherung an die 1. Fassung des Goetheschen Stücks, die, so Hacks, den „lächerlichen Kampf der veramteten Aufklärung mit der vergammelten Empfindsamkeit“ zeige.
Eine von Anna Amalia von Weimar und Carl Friedrich Sigismund von Seckendorf vertonte Fassung wurde 1778 in Weimar uraufgeführt.
Das Lied Marmotte von Ludwig van Beethoven (Opus 52 Nr. 7) vertont einen Text der gleichnamigen Figur aus der 2. Fassung; es wurde unter anderem von Ernst Busch gesungen und von Liederjan und den Irrlichtern gecovert.
In der deutschen Ausgabe der Encyclopedia Judaica von 1931 wird die Behandlung des Estherstoffes als „burlesk“ bezeichnet, sie gilt bisweilen jedoch auch als Beleg für den Literarischen Antisemitismus Goethes. Allerdings sind antisemitische Aussagen (z. B. "Der Jude liebt das Geld und fürchtet die Gefahr. / Er weiß mit leichter Müh, und ohne viel zu wagen, / Durch Handel und durch Zins Geld aus dem Land zu tragen") der negativ gezeichneten Figur des Haman in den Mund gelegt, wogegen Ahasverus antwortet: "Ich weiß das nur zu gut. Mein Freund, ich bin nicht blind; / Doch das tun andre mehr, die unbeschnitten sind."
Das Stück wurde auch von Richard Maria Werner besprochen.

### Selbstzeugnis
„Ihre Absicht, eins meiner alten Possenspiele auf das große Theater zu bringen, ist mir sehr ehrenhaft, ob ich gleich damit nicht einstimmen kann. Hätte ich das Glück neben Ihnen zu leben, so sollte es bald gethan seyn; allein ich gebe zu bedenken, daß der Jahrmarkt von Plundersweilern auf einen kleinen Raum berechnet war und die Einzelheiten in einer großen Fülle gar glücklich wirkten. In einen größern Raum versetzt müßte man es viel reicher ausstatten.“

## Veröffentlichungen
- Johann Wolfgang von Goethe: Das Jahrmarkts-Fest zu Plundersweilern. In: Schriften. Band 8, Göschen, Leipzig 1789, S. 7–90.
- Johann Wolfgang von Goethe: Das Jahrmarktsfest zu Plundersweilern. Ein Schönbartspiel.[7] Zweite Fassung. In: Poetische Werke. Band 3, Phaidon, Essen 1999, ISBN 3-89350-448-6, S. 487–503.

## Adaptionen

### Hörspiel
- Das Jahrmarktsfest zu Plundersweilern. DDR 1982. Komposition: Reiner Bredemeyer, Regie: Werner Grunow.

### Oper
- Die Oper Das Jahrmarktsfest zu Plundersweilern entstand im Auftrag von Siegfried Matthus[8] als Gemeinschaftskomposition von Julian Klein, Tatjana Komarowa, Markus Schmitt, Stefan Stoll und Sabine Wüsthoff.[9] Die Uraufführung in der Regie von Winfried Bauernfeind (Ausstattung durch Martin Rupprecht) war am 20. Juli 1996 an der Kammeroper Schloss Rheinsberg unter der musikalischen Leitung von Mathias Mönius.[9][8]